# Iwamura Michitoshi
Pour les articles homonymes, voir Iwamura.
Iwamura Michitoshi est un nom japonais traditionnel ; le nom de famille (ou le nom d'école), Iwamura, précède donc le prénom (ou le nom d'artiste) Michitoshi.
Le baron Iwamura Michitoshi (岩村 通俊), né le 8 juillet 1840 dans la province de Tosa au Japon et décédé à l'âge de 74 ans le 20 février 1915 à Tokyo, est un homme politique japonais de l'ère Meiji.

## Biographie
Issu d'une famille samouraï servant le domaine de Tosa, Iwamura apprend le maniement de l'épée auprès d'Izō Okada. Durant la guerre de Boshin, il combat du côté des forces impériales et participe à la bataille de Hokuetsu.
En juillet 1874, Iwamura est nommé gouverneur de la préfecture de Saga. Cela est considéré comme une affectation difficile car peu de temps auparavant éclatait la rébellion de Saga. En 1876, il travaille au bureau régional de la préfecture de Yamaguchi où il coordonne les préparations du gouvernement durant la rébellion de Satsuma. Il est ensuite nommé gouverneur de la préfecture de Kagoshima, mandat durant lequel il supervise les funérailles de Saigō Takamori. En récompenses pour ses services, il est rappelé à Tokyo et devient membre du Genrōin et président du conseil de vérification des comptes. D'avril à décembre 1883, il est le 3e gouverneur de la préfecture d'Okinawa.
Après avoir servi à Okinawa pendant deux ans, Iwamura est réassigné à l'autre bout du Japon et devient le premier directeur de l'agence de Hokkaido du 16 janvier 1886 au 15 juin 1888. Durant cette période, il supervise l'achèvement de la construction du siège de l'agence à Sapporo et promu fortement le développement de la ville d'Asahikawa. Il retourne ensuite à Tokyo où il devient président du Genrōin du 14 juin 1888 au 20 octobre 1890. Il est nommé ministre de l'Agriculture et du Commerce du 24 décembre 1889 au 17 mai 1890 dans le premier gouvernement de Yamagata Aritomo.
Le 5 juin 1896, Iwamura est élevé au titre de vicomte (shishaku) selon le système de pairie kazoku, et reçoit le Grand Cordon de l'ordre du Trésor sacré plus tard dans l'année. Il sert comme conseiller de l'empereur Meiji avant de devenir membre de la chambre des pairs du Japon. Il est décoré de l'ordre du Soleil levant (1re classe) le 23 juin 1904. Il meurt à Tokyo le 12 février 1915. Sa tombe se trouve au cimetière de Yanaka.